# Lenox Hill (Manhattan)
Lenox Hill es un barrio de Manhattan en el Upper East Side. Forma la parte baja del Upper East Side, cercano a Midtown. Aunque se sabe que el barrio bordea la Calle y la Calle 60, sus límites orientales están en disputa, aunque la Enciclopedia de la Ciudad de Nueva York cita la Quinta Avenida como los límites occidentales y la Avenida Lexington en el este.
El barrio recibe su nombre por el granjero inmigrante escocés y comerciante Robert Lenox, siendo propietario de 12 ha entre las avenidas Quinta y Cuarta y desde las calles 74 y 68. Por 6420 dólares compró tres parcelas en 1818, en una subasta hecha en el Tontine Coffee House. Meses después compró otras tres parcelas extendiendo su propiedad hasta el norte de la Calle 74. Más tarde, la zona fue llamada como 'Lenox Farm'" La granja estuvo por muchos años en lo que hoy se conoce como la Quinta Avenida, la Avenida Madison, las calles 70 y 71. El Ferrocarril de New York y Harlem pasaba en el lado oriental de la propiedad. 
El hijo de Robert Lenox, James Lenox dividió gran parte de la granja en cuadras de lotes de edificios y los vendió durante los años 1860 y 1870; Él construyó la Biblioteca Lenox en la Quinta Avenida, ahora el sitio de Frick Collection.Lenox Hill Hospital, el antiguo Hospital alemán, se encuentra localizado en esta zona.